# Erzsébet Andics
Erzsébet Andics (n.22 iunie 1902, Budapesta - d.2 aprilie 1986, Budapesta) a fost o scriitoare, istoric, activistă comunistă și academiciană maghiară.